# 上告禁止法
上告禁止法（じょうこくきんしほう、英：Statute in Restraint of Appeals）とは、1533年4月に制定されたイングランドの法。上訴禁止法（じょうそきんしほう）とも呼ばれる。
イングランドの宗教裁判に関してローマ教皇や国外の法廷への上告（ないし上訴）を禁止し、イングランド国内において処理することを定めた。
起草者はトマス・クロムウェルで、国王ヘンリー8世の離婚問題と宗教改革の一環として制定された。
同法の制定により、イングランド国王と教皇の決別は決定的なものとなった。

## 経過
1529年に召集した宗教改革議会で王妃キャサリン・オブ・アラゴンとの離婚とアン・ブーリンとの再婚を画策したヘンリー8世は、離婚問題をイングランド国内で解決する方法を探った。当初離婚許可を与えてくれると期待していたローマ教皇クレメンス7世が離婚に反対したため、アンの妊娠もあり早く離婚・再婚する必要があったためであった。
この方針に従い王を援護したのが側近のトマス・クロムウェルで、1532年に庶民院が王へ提出した請願の起草に関わり、教会から立法権を取り上げることを図った。請願に基づき、ヘンリー8世は聖職者会議を脅してイングランド国内の聖職者から服従を強引に取り付け（聖職者の服従）、教会から立法権を取り上げて王が国内における最高の首長であること、宗教問題で教皇より王が優越することを認めさせた。一方、反聖職者的な議会は初収入税上納禁止法を制定して、ローマ教皇庁の収入の源泉であった司教からの上納金（初収入税）を遮断した。
同年9月からクロムウェルは法案の起草を進め、翌1533年3月に議会へ提出して4月に上告禁止法として成立させた。序文にはイングランドは「帝国」であること、王は俗界・聖界双方で最高司法権を持つこと、イングランドは教皇庁の管轄に属さないこと（よって国王の婚姻の有効問題も教皇庁の認可を必要としなくなった）などが高らかに宣言された。それまでもイングランドの君主が「皇帝」を名乗ることはあったが、これは単に複数の国々を支配する君主という意味である。しかしクロムウェルがここで用いた「帝国」は、イングランドはイングランド以外の君主に支配されることはないという宣言であり、教皇庁から独立した国民国家となったことを告げる画期的なものであった。議会では親カトリック派議員の抵抗が予想されたため、周到な事前工作で反対派の抵抗を封じて上告禁止法を成立させた。法案はキャサリンの反撃を封じる意図も含まれ、彼女が教皇へ上告する術はこの法案で閉ざされた。
上告禁止法の制定で離婚問題はイングランド国内で解決する見通しが立ち、5月に王の意向を受けたカンタベリー大司教トマス・クランマーが主宰した法廷で王とキャサリンの離婚（婚姻の無効）、および王とアンの結婚が宣言された。これを認めない教皇から王は破門されたが、イングランドの教皇庁からの離脱は相次ぐ立法で加速、1534年に開かれた議会で聖職者の服従を法制化した聖職者服従法、アンが産んだ娘エリザベス（後のエリザベス1世）を王位継承者にする第一継承法、これを承認する宣誓をしない者を大逆罪に問う反逆法、王を最高の首長と明文化した国王至上法が成立、イングランドはカトリックから離脱しプロテスタントの一派となるイングランド国教会が成立した。一連の立法に尽力したクロムウェルは以後も宗教改革に活躍、1536年から1539年まで3年かけて実行した修道院解散でも手腕を発揮した。